# Open64
Open64 — компілятор для мов програмування C, C++ та Fortran.
Open64 був розроблений компанією SGI для процесора MIPS R10000, але в 2000 році став відкритим проектом, що розвивається Університетом штату Делавер, а також комерційними організаціями, такими як HP і AMD. Компілятор підтримує генерацію коду з мов Fortran 77/95 і C/C++ для процесорних архітектур CISC, RISC, VLIW і GPU, включаючи IA-32/x86-64, MIPS, IA-64 і CUDA. Основний упор в розробці робиться на оптимізувальну функціональність, завдяки чому в деяких ситуаціях зроблені ним бінарні файли виявляються швидшими за аналоги, скомпільовані за допомогою GCC і LLVM/Clang.
Друга причина вибору компілятора в ліцензії GPLv2, завдяки якій він має популярність серед компаній, для яких обмеження GPLv3 виявилися неприйнятними. Станом на 2010 рік Open64 використовувався в таких організаціях як Absoft, AMD, HP, Nvidia, Tensilica, Китайський університет наук, Університет Х'юстона і багатьох інших. AMD також розвиває власну версію компілятора Open64, що містить поліпшення в підтримці багатоядерних процесорів архітектури x86.